# Symplecta macquariensis
Symplecta macquariensis là một loài ruồi trong họ Limoniidae. Chúng phân bố ở miền Australasia.